# Naser Orić

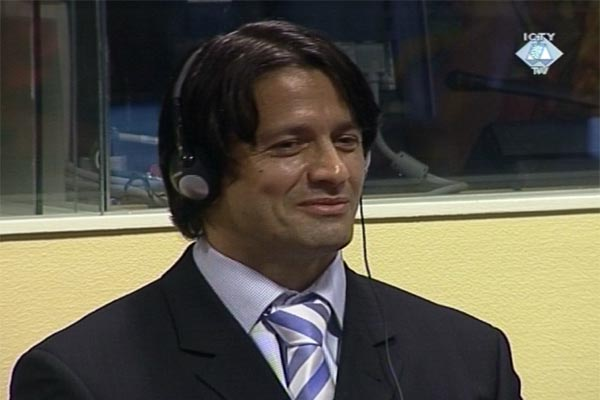
Naser Orić vor dem ICTY (2008)

Naser Orić (* 3. März 1967 in Potočari, Jugoslawien) war von 1992 bis 1995 militärischer Kommandeur der Armija Republike Bosne i Hercegovine in der ostbosnischen Stadt Srebrenica. 2006 wurde er vom Internationalen Strafgerichtshof für das ehemalige Jugoslawien (ICTY) wegen Kriegsverbrechen an serbischen Zivilisten zwischen Ende 1992 und Anfang 1993 angeklagt und zu zwei Jahren Haft verurteilt. Am 31. Juli 2006 gab die UN-Chefanklägerin Carla del Ponte bekannt, dass sie gegen diese Entscheidung Beschwerde einlegen werde, denn das Urteil sei zu milde. Am 3. Juli 2008 wurde er von der Berufungskammer von allen Anklagepunkten freigesprochen.

## Leben
Orić war zunächst Berufssoldat und später Polizist, 1991/1992 diente er dem damaligen serbischen Präsidenten Slobodan Milošević als Leibwächter. Nach Ausbruch des Bosnienkrieges übernahm er 1992 das Kommando über die bosnisch-muslimischen Streitkräfte in der Enklave Srebrenica. Laut Haager Staatsanwaltschaft soll Orić vor der Eroberung der Stadt durch serbische Truppen zahlreiche Angriffe auf mindestens 50 umliegende serbische Dörfer befohlen oder angeführt haben. Orić wurde 2008 von allen vorgebrachten Anklagepunkten freigesprochen.

## Prozess vor dem Internationalen Strafgerichtshof
Am 28. März 2003 erhob das Tribunal in Den Haag Anklage gegen ihn. Am 10. April 2003 wurde er in seinem Studio von SFOR-Soldaten verhaftet.
Die Anklagepunkte gegen ihn lauteten:
- willkürliche Zerstörung von Städten und Dörfern oder durch militärische Erfordernisse nicht gerechtfertigte Verwüstung
- Plünderung öffentlichen oder privaten Eigentums
- mehrfacher Mord
- mehrfache vorsätzliche Tötung
- mehrfache grausame Behandlung („cruel treatment“)

Bei seinem ersten Erscheinen vor Gericht am 15. April 2003 plädierte Naser Orić in allen Anklagepunkten auf „nicht schuldig“. Der Prozess selbst begann im Oktober 2004. Es konnten ihm nur zwei Fälle nachgewiesen werden, in denen er es auf strafbare Weise unterlassen hat, gegen Mord und Misshandlung einzuschreiten. Am 30. Juni 2006 verurteilte das Gericht Orić zu einer zweijährigen Haftstrafe; in den übrigen Anklagepunkten wurde er freigesprochen. Da die Untersuchungshaft schon mehr als zwei Jahre betrug, ordnete das Gericht daraufhin seine sofortige Freilassung an. Die serbische Regierung kritisierte das Strafmaß und beschuldigte das Gericht, die Vergehen serbischer und bosniakischer Angeklagter mit zweierlei Maß zu messen.
Im Berufungsverfahren hat das Tribunal festgestellt, dass es keinen Zweifel gebe, dass in der Zeitspanne zwischen September 1992 und März 1993 an den in einer Polizeistation in Srebrenica inhaftierten Serben schwere Verbrechen begangen worden seien, allerdings sei im Gerichtsverfahren die Verantwortung Orićs dafür nicht bewiesen worden.

## Nach dem Prozess
Am 3. Oktober 2008 wurde Naser Orić nach Anschuldigungen einer Geschäftsfrau aus Tuzla wegen angeblicher Erpressung von geliehenem Geld festgenommen und hierauf von der Anklage freigesprochen. Am 24. Juni 2009 wurde Orić wegen unerlaubten Waffen- und Sprengstoffbesitzes zu zwei Jahren Haft verurteilt, wurde aber vom Präsidenten der Föderation Bosnien und Herzegowina Živko Budimir begnadigt.
Ein von den serbischen Behörden im Jahr 2014 ausgestellter Haftbefehl wegen Kriegsverbrechen und Verbrechen gegen die Menschlichkeit wurde im Juni 2015 in Genf vollstreckt. Orić widersetzte sich jedoch der Auslieferung an Serbien. Danach ging ein Auslieferungsbegehren der Behörden von Bosnien und Herzegowina ein, das von den Schweizer Behörden positiv beantwortet wurde mit der Begründung, dass die mutmaßlichen Straftaten dort begangen wurden und Orić Staatsangehöriger von Bosnien und Herzegowina ist.

## Strafverfahren in Bosnien und Herzegowina
Am 9. Oktober 2017 wurde Orić von einem Gericht in Sarajevo vom Vorwurf des Mordes an drei Kriegsgefangenen während des Bosnienkriegs freigesprochen.

## Offizielle Dokumente des ICTY
- Informationsblatt des ICTY über Orić
- Anklage des ICTY gegen Orić (nach 3. und letzter Änderung 2005; PDF-Datei; 58 kB)
- Urteil des ICTY vom 30. Juni 2006 (PDF-Datei; 1,5 MB)
- Berufungsurteil vom 3. Juli 2008